# Dufourea schmiedeknechtii
Dufourea schmiedeknechtii là một loài Hymenoptera trong họ Halictidae. Loài này được Kohl mô tả khoa học năm 1905.